# 1966 год в изобразительном искусстве СССР
1966 год был отмечен рядом событий, оставивших заметный след в истории советского изобразительного искусства.

## События
- В Ленинградском отделении Союза художников РСФСР впервые в СССР вводится гарантированная оплата труда художников. Её размер составлял 150—200 рублей ежемесячно, что примерно соответствовало средней оплате труда в промышленности. Нововведение охватило около 500 мастеров изобразительного искусства всех специальностей[1].

- В залах Ленинградского отделения Союза художников РСФСР состоялись выставка произведений молодых ленинградских художников[2] и осенняя выставка произведений ленинградских художников 1966 года.

- 1 января — во Владивостоке открылась городская Картинная галерея[3].

- 26 мая — в Государственном Русском музее открылась художественная выставка «25 лет Советской Латвии»[4].

- 14 июня — в Доме художников на Кузнецом мосту открылась восьмая выставка книжной графики московских художников. Экспонировалось 1500 произведений 160 авторов[4].Бюст С. М. Будённого в Ростове-на-Дону

Бюст С. М. Будённого в Ростове-на-Дону

- В Ростове-на-Дону на ул. Пушкинской установили бюст С. М. Будённому, работы Е. В. Вучетича. Признан памятником искусства федерального значения.[5]

## Деятели искусства

### Родились
- 6 сентября — Николай Анохин, живописец.

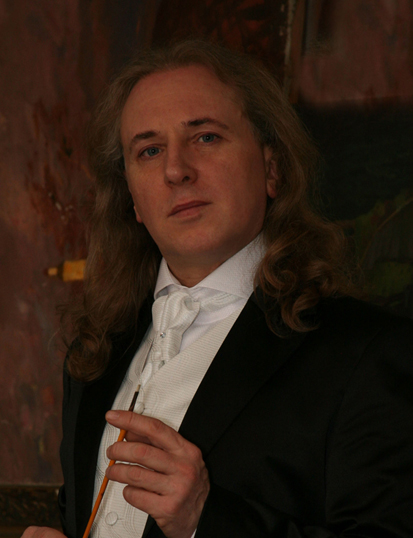
Николай Анохин

### Скончались
- 7 марта — Самуил Адливанкин, живописец и график (род. в 1897).
- 29 марта — Владимир Ингал, скульптор, заслуженный деятель искусств РСФСР, лауреат Сталинской премии, член-корреспондент Академии художеств СССР (род. в 1901).
- 16 августа — Гавриил Горелов, живописец, заслуженный деятель искусств РСФСР, действительный член Академии художеств СССР, лауреат Сталинской премии (род. в 1880).
- 20 декабря — Матвей Манизер, скульптор, народный художник СССР, лауреат трёх Сталинских премий (род. в 1891).